# آلتون کوپری
آلتون کوپری ((به عربی: ألتن كوبري)، (به ترکی استانبولی: Altınköprü)، (به کردی: پردێ)) شهری که در شمال غربی استان کرکوک و در کشور عراق واقع شده‌است. آلتون در زبان ترکی یعنی طلا و کوپری، پل معنی می دهد. اکثریت ساکنان این شهر را ترکمانان عراقی تشکیل می‌دهند. شماری از کردها و عرب‌ها نیز در آن زندگی می‌کنند. جمعیت آلتون کوپری در سال ۲۰۱۳ میلادی، ۹٬۳۵۴ نفر برآورد می‌شود.